# Río Grande (vattendrag i Chile, Región de Magallanes y de la Antártica Chilena, lat -53,09, long -71,33)
Río Grande är ett vattendrag i Chile.   Det ligger i regionen Región de Magallanes y de la Antártica Chilena, i den södra delen av landet, 2 200 km söder om huvudstaden Santiago de Chile.
I omgivningen kring Río Grande växer i huvudsak blandskog. Området är nästan obefolkat, med mindre än två invånare per kvadratkilometer.